# Клубний чемпіонат Південної Америки з футболу 1948
Клубний чемпіонат Південної Америки з футболу 1948 року (порт. Campeonato Sul-americano de Clubes Campeões, ісп. Copa de Campeones Sudamericanos) — міжнародний турнір з футболу, який проходив в столиці Чилі Сантьяго 1948 року. 

## Огляд
У турнірі взяли участь клубні чемпіони більшості країн Південної Америки. Мінусом можна визнати відсутність чемпіонів Колумбії та Парагваю, зате чемпіони найсильніших країн (Аргентини, Уругваю) та чемпіони бразильського штату Ріо-де-Жанейро брали участь в турнірі.
Перемогу виборов бразильський клуб «Васко да Гама». Цей турнір визнається КОНМЕБОЛ як неофіційний прабатько Кубку Лібертадорес. Більше того, 1997 року клубу «Васко да Гама» було дозволено грати в розіграші Суперкубку Лібертадорес, в якому виступали виключно колишні переможці Кубку Лібертадорес. При цьому, власне, сам турнір під назвою «Кубок Лібертадорес» «Васко» виграв тільки рік по тому, в 1998. 
Клубний чемпіонат Південної Америки 1948 року вплинув на народження головного європейського клубного турніру. На цьому чемпіонаті був присутній французький журналіст Жак Ферран, який написав про нього читачам видавництва L'Equipe. Після чого ідея проводити аналогічний турнір з виявлення найсильнішого клубу в Європі дійшла до керівництва УЄФА і 5 березня 1955 року стартував перший в історії розіграш Кубку Європейських Чемпіонів (КЄЧ, нині Ліга Чемпіонів УЄФА), яка роком опісля увінчалася перемогою мадридського «Реала».

## Таблиця
|    | Турнірна таблиця       | О  | І | В | Н | П | М+ | М- |
| -- | ---------------------- | -- | - | - | - | - | -- | -- |
| 1. | «Васко да Гама»        | 10 | 6 | 4 | 2 | 0 | 12 | 3  |
| 2. | «Рівер Плейт»          | 9  | 6 | 4 | 1 | 1 | 12 | 4  |
| 3. | «Насьйональ»           | 8  | 6 | 4 | 0 | 2 | 16 | 11 |
| 4. | «Депортіво Мунісіпаль» | 6  | 6 | 3 | 0 | 3 | 12 | 11 |
| 5. | «Коло-Коло»            | 6  | 6 | 2 | 2 | 2 | 11 | 11 |
| 6. | «Літораль»             | 2  | 6 | 1 | 0 | 5 | 9  | 18 |
| 7. | «Емелек»               | 1  | 6 | 0 | 1 | 5 | 4  | 18 |